# Togočevce
Togočevce (cyr. Тогочевце) – wieś w Serbii, w okręgu jablanickim, w gminie Lebane. W 2011 roku liczyła 698 mieszkańców.